# Buiksloterham

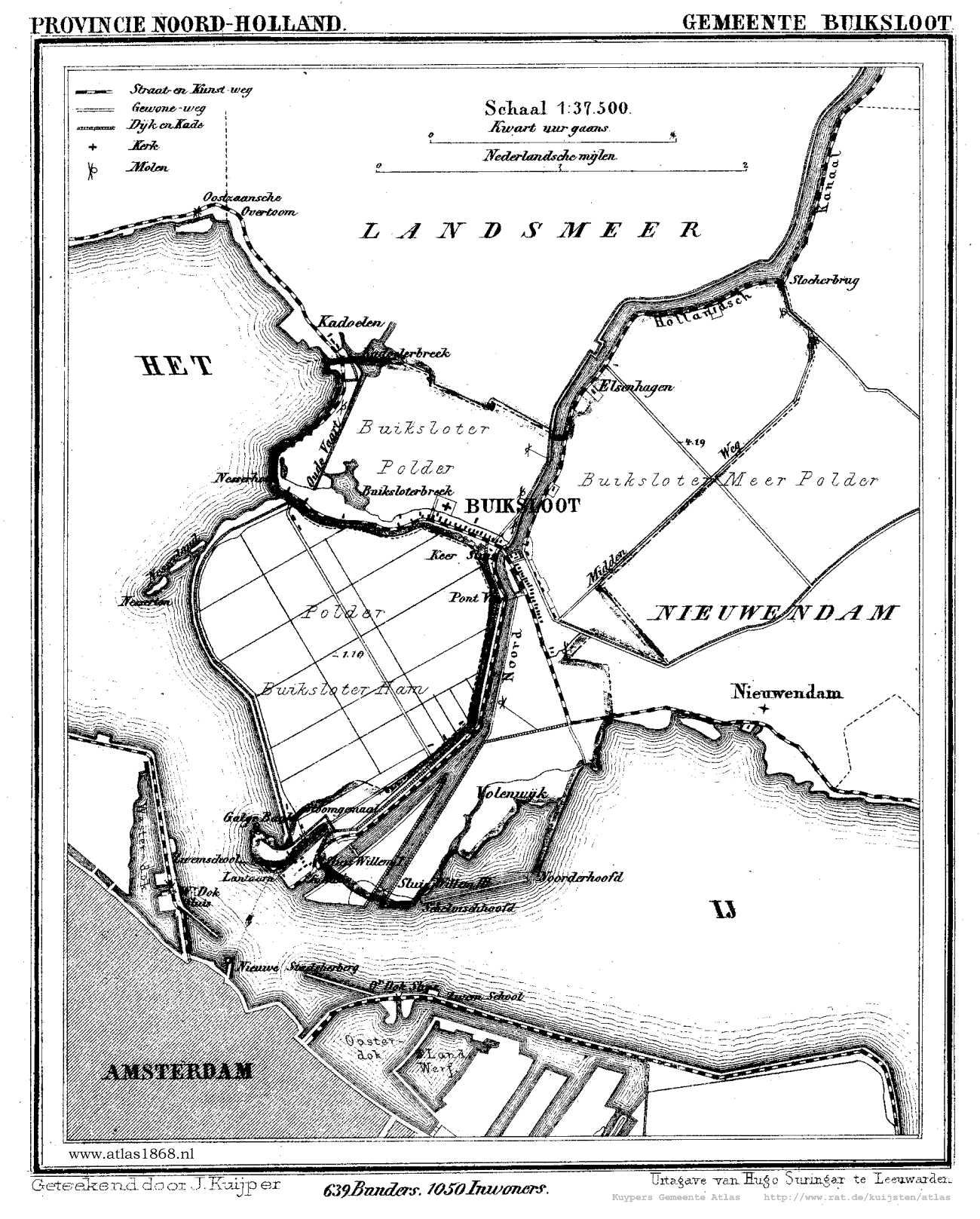
Kaart van de gemeente Buiksloot uit 1868, met daarop de kort tevoren drooggemaakte Buiksloterham.

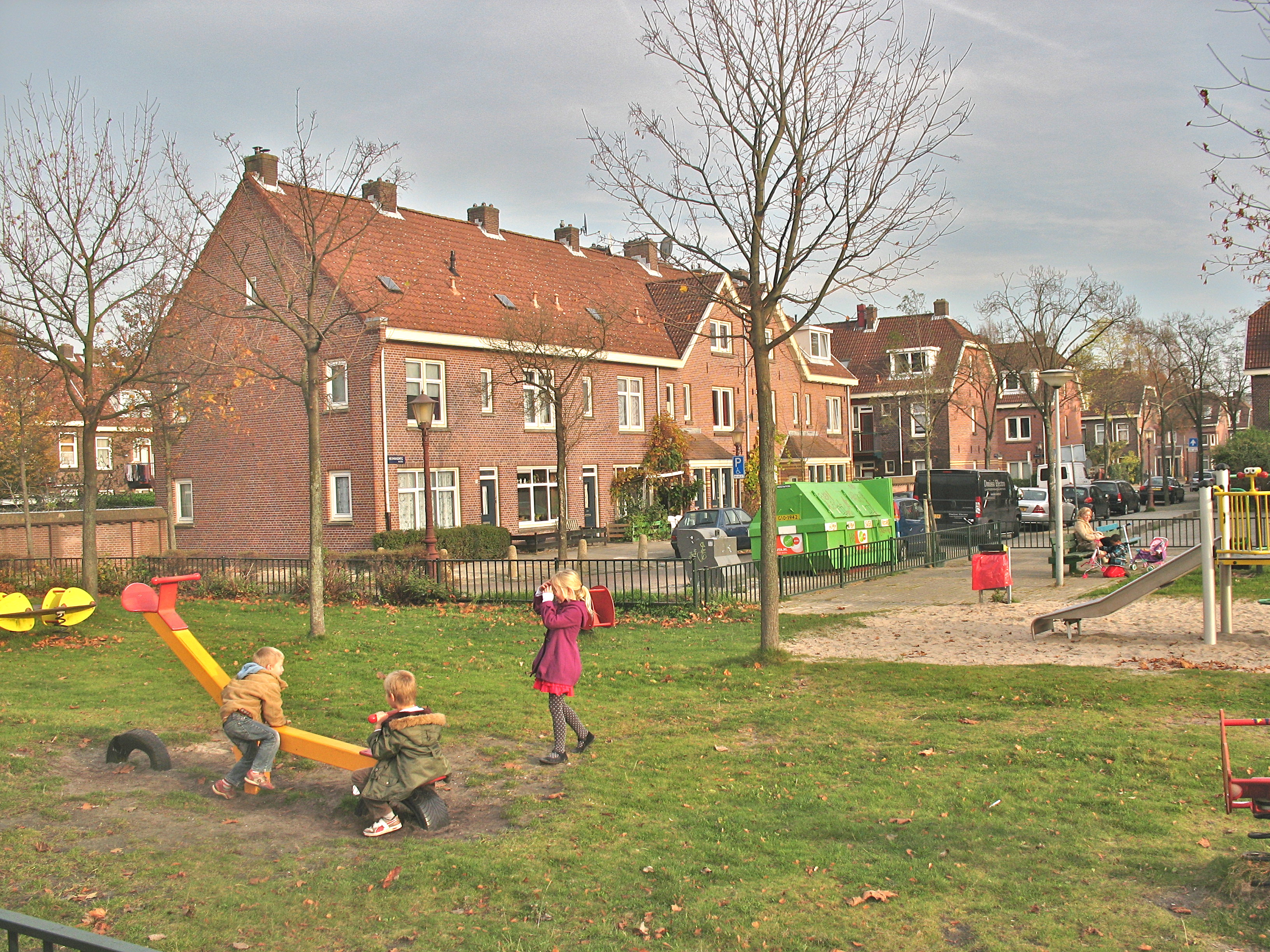
Van der Pekbuurt, woonwijk in de Buiksloterham.

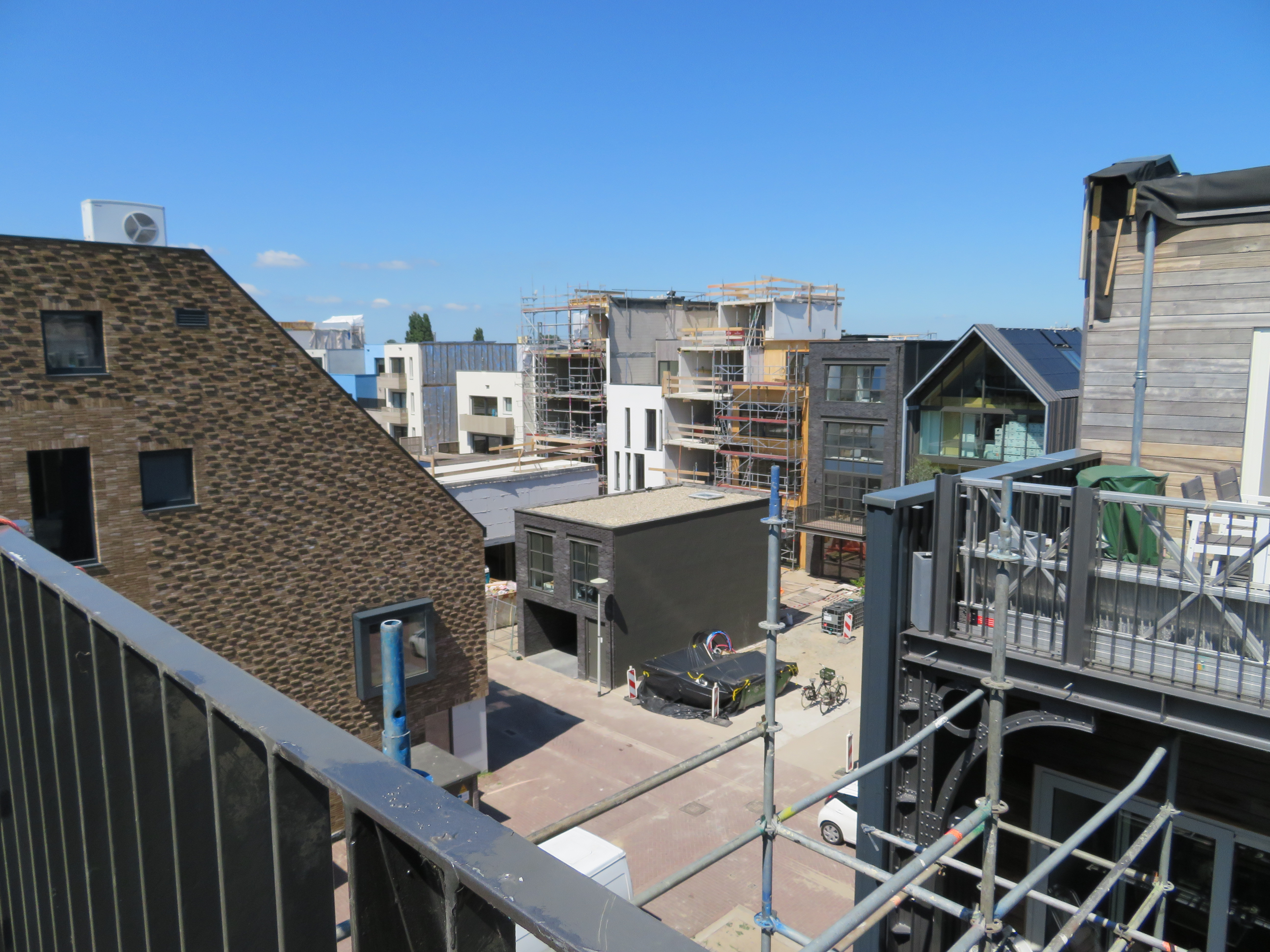
Zelfbouwwoningen in aanbouw

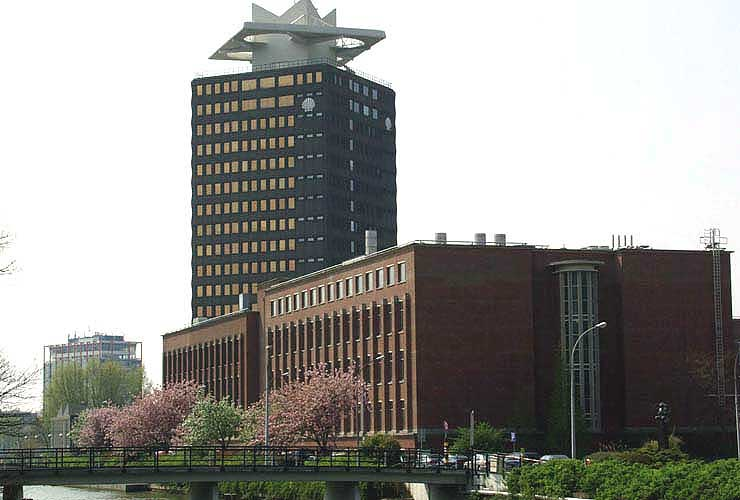
Nieuwe en oude bedrijfsgebouwen van Shell in de Buiksloterham

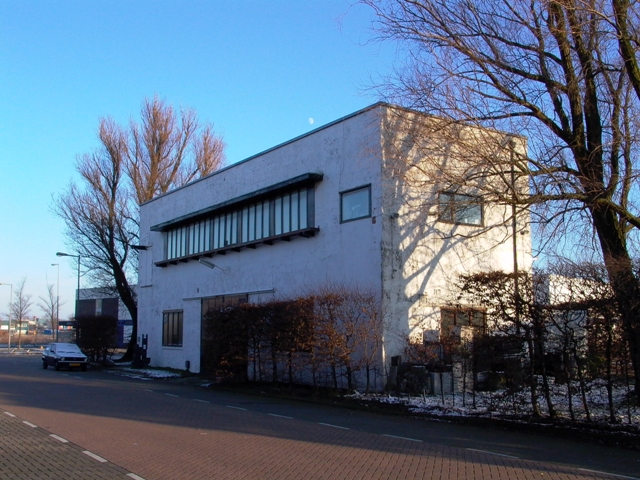
Poortgebouw van de voormalige woonschool Asterdorp.

De Buiksloterham is een droogmakerij in Amsterdam-Noord, die in de 19e eeuw werd aangelegd in het IJ ten westen van de Volewijckslanden. Tegenwoordig wordt de naam vooral gebruikt om het hele gebied mee aan te duiden langs de oever van het IJ ten westen van het Buiksloterkanaal, inclusief de bedrijventerreinen in de Noorder IJpolder. Samen met nieuwbouwwijk Overhoeks, gedeeltelijk op het terrein van het Shell-laboratorium, is dit hele gebied bestempeld als buurt 71 met de naam Buiksloterham. De straatnamen zijn ontleend aan scheepstypen en begrippen uit de scheepvaart, bijvoorbeeld Statenjachtstraat.

## Geschiedenis
Amsterdam benoorden het IJ bestond aanvankelijk slechts uit het schiereilandje de Volewijck, waarover de stad in 1393 zeggenschap kreeg (recht van ambachtsheerlijkheid). Ten westen van de Volewijckslanden lag de Buiksloterham. Dat was oorspronkelijk een inham tussen Volewijck en de Nes, een andere smalle landtong. Plannen tot droogmaking lijken er al vanaf het begin van de 19de eeuw te zijn geweest. In 1832 besloot de gemeenteraad tot aanleg van een dam van rijshout om te beletten dat de modder uit het IJ, die sinds 1819 in de ham werd gestort, weer naar het diep zou worden teruggevoerd.
In 1844 stond de staat haar rechten op deze gronden af, waarna met droogmaking werd begonnen. Het werk werd versneld, toen in 1848 arbeiders in West-Europa in opstand kwamen tegen hun armoedig bestaan. In Nederland waren slechts hier en daar enige schermutselingen, maar de Amsterdamse regenten en bestuurselite maakten zich zorgen over een arbeidersrevolutie in Nederland en besloten eventuele problemen voor te zijn. In het kader van de werkverschaffing lieten zij vaart zetten achter de aanleg van een dijk rondom de Buiksloterham. Het geld was echter op voordat het werk was voltooid, en een tweede inzamelingsactie onder vermogende particulieren zag men na dit echec niet zitten. Voordat met de droogmaling werd gestart, verkocht de gemeente Amsterdam alles op 31 maart 1851 aan Franciscus Wessellus Josephus (Frans) Beukman (1783-1867). Hij maakte de inpoldering af met een stoommachine die twee pompen aandreef. Het krachtige stoomgemaal werd geplaatst aan het IJ nabij de Buiksloter Veerhaven. Omdat de noordelijke gemeentegrens van Amsterdam volgens de wet liep tot de noordelijke oever van het IJ, was het de gemeente Buiksloot die het areaal aan zijn grondgebied wilde toevoegen. Zo werd in 1851 de gemeente Buiksloot uitgebreid met de Buiksloterhampolder. Amsterdam legde zich hier niet bij neer en verwees naar het buitendijkse Volewijck, dat al in 1393 bij grafelijk besluit aan haar was toegewezen. In 1877 werd de stad in het gelijk gesteld.
Economisch was het geen succes: hier en daar startte iemand een boerenbedrijfje, maar de 200 hectare grote polder bleef afgezien van enkele grote baggerstortplaatsen decennialang grotendeels leeg. De gemeente liet er opnieuw haar oog op vallen voor de gewenste verplaatsing van gevaarlijke en / of hindergevende bedrijven uit de overvolle stad. Ze richtte in 1868 een Petroleum Entrepot in, dat in de 20e eeuw zou uitgroeien tot het Shell-terrein.
In 1900 maakte Johan van Hasselt,
de nieuwe directeur van de gemeentelijke Dienst der Publieke Werken, een ontwerp voor de ontwikkeling van het grote lege gebied in de Buiksloterham. Er zouden vervolgens plannen worden gemaakt voor verplaatsing van industrie naar de IJ-oevers, gecombineerd met woondorpen voor arbeiders. 
De eerste stedelijke activiteiten vonden plaats in de periode rond de Eerste Wereldoorlog.
In hetzelfde jaar kreeg Theo van Heemstede Obelt een gunstige lening van de gemeente om zijn zwembad te verplaatsen van de 
De Ruijterkade achter het Centraal Station naar de overkant van het IJ. Het nieuwe zwembad aan de Badhuisweg werd geopend in 1914. Het was groots opgezet, met een binnen‐ en buitenbad. Het kreeg een café met terrassen die uitzicht boden op het IJ. Het zwembad sloot alweer in 1926. 
Duizenden Amsterdammers zetten voor het eerst voet in de Buiksloterham toen er in 1913 de Eerste Nederlandse Tentoonstelling op Scheepvaartgebied werd georganiseerd.
Door het uitbreken van de Eerste Wereldoorlog en mede door de komst van duizenden Belgische oorlogsvluchtelingen vanaf 1914 steeg de woningnood tot ongekende
hoogte. De pas opgerichte Gemeentelijke Woningdienst Amsterdam kreeg in 1916 de opdracht om een nooddorp te bouwen aan de Grasweg met 306 woningen, vlak
bij het zwembad van Obelt. Daarom werd dit al snel Obeltdorp genoemd. Het dorp bestond uit houten huizen, ‘de sinaasappelkistjes van Wibaut’, van een zeer slechte kwaliteit, die al snel te kampen kregen met vocht- en ongedierteproblemen. Het nooddorp zou maar twaalf jaar bestaan en is na het
vertrek van de laatste bewoners in 1929 in brand gestoken.
In 1915 werd verdergegaan met de ontwikkeling van het gebied voor woningbouw: Disteldorp met noodwoningen vanwege de woningnood na de Eerste Wereldoorlog, de Van der Pekbuurt en Tuindorp Buiksloterham voor o.a. arbeiders in de scheepsbouw en de mislukte woonschool Asterdorp.

### Oorlogsbombardement
Tijdens de Tweede Wereldoorlog in juli 1943 vonden er drie bombardementen plaatst in Amsterdam-Noord uitgevoerd door de geallieerden, tevens het zwaarste bombardement dat de stad Amsterdam in de oorlog te verduren kreeg. Deze luchtaanvallen waren gericht op de vliegtuigfabriek van Fokker aan de Papaverweg in de Buiksloterham. Echter miste twee van de drie aanvallen het doelwit, waardoor de bommen terecht kwamen op de omliggende woonwijken, en de totale ravage was enorm. In totaal kwamen ruim 200 mensen om, dit waren vooral burgerslachtoffers.

## Ontwikkeling
De belangstelling vanuit Amsterdam bleef gering, totdat in de jaren 70 van de 19e eeuw door de sterke bevolkingsgroei gebrek aan terreinen voor woningbouw en industrie ontstond. Door een grenswijziging in 1877, na de aanleg van het Noordzeekanaal, werd de zeggenschap van Amsterdam uitgebreid over de noordelijke IJ-oever tot aan de Waterlandse Zeedijk. Daarmee behoorde de gehele Buiksloterham voortaan tot Amsterdams grondgebied.

## Bedrijvigheid
In 1900 maakte Johan van Hasselt, de nieuwe directeur van de gemeentelijke Dienst der Publieke Werken, een ontwerp voor de ontwikkeling van het grote lege gebied aan de noordzijde van het IJ. In dit ontwerp was veel ruimte voor wonen en werken. De aanleg van een nieuw Hoofdkanaal moest zelfs de weg vrijmaken voor de aanleg van een brug over het IJ, die het gebied met de binnenstad moest verbinden. Het plan van Van Hasselt werd verder uitgewerkt in concrete plannen door een commissie. Die publiceerde haar rapport in 1903. De polder zou voornamelijk worden bestemd voor zware industrie en havengebonden bedrijvigheid, zodat men ook fabrieken uit de stadswijken kon verplaatsen naar deze kant van het IJ wegens brand- en gezondheidsgevaar. De lage grondkosten en de gunstige ligging aan het IJ maakten het voor particuliere bedrijven aantrekkelijk zich hier te vestigen. Hier en daar zou een dorp worden gesticht voor de arbeiders van de toekomstige fabrieken en scheepswerven. In 1908 werd alvast begonnen met het graven van het Hoofdkanaal. Zo kwam er langzaam maar zeker leven in deze droogmakerij. In de loop der tijd vestigden zich steeds meer bedrijven in de Buiksloterham.

## Woningen
De eerste stedelijke activiteiten vonden plaats in de periode rond de Eerste Wereldoorlog. Duizenden Amsterdammers zetten voor het eerst voet in de Buiksloterham toen er in 1913 de Eerste Nederlandse Tentoonstelling op Scheepvaartgebied werd georganiseerd.
In hetzelfde jaar kreeg Theo van Heemstede Obelt (1857‐1918) een gunstige lening van de gemeente om zijn zwembad te verplaatsen van de De Ruijterkade achter het Centraal Station naar de overkant van het IJ. Het nieuwe zwembad kwam aan de Badhuisweg (sinds 2010 Badhuiskade genoemd), vlak bij het Tolhuis en werd geopend in 1914. Het was groots opgezet, met een binnen‐ en buitenbad. Het kreeg een café met terrassen die uitzicht boden op het IJ. Het zwembad sloot alweer in 1926.
Ondertussen was de Eerste Wereldoorlog uitgebroken. Mede door de komst van duizenden Belgische oorlogsvluchtelingen vanaf 1914 steeg de woningnood tot ongekende hoogte. De pas opgerichte Gemeentelijke Woningdienst Amsterdam kreeg in 1916 de opdracht om een nooddorp te bouwen aan de Grasweg met 306 woningen, vlak bij het zwembad van Obelt. Daarom ging dit nooddorp ook Obelt heten. Het dorp bestond uit houten huizen, 'de sinaasappelkistjes van Wibaut', van een zeer slechte kwaliteit, die al snel te kampen kregen met vocht- en ongedierteproblemen. Het nooddorp zou maar twaalf jaar bestaan en is na het vertrek van de laatste bewoners in 1929 in brand gestoken.
In 1918 startte de bouw van Disteldorp en de Van der Pekbuurt in de Buiksloterham, later gevolgd door Tuindorp Buiksloterham. Alle woonwijken in de Buiksloterhampolder zijn anno 2012 niet ingedeeld in de buurt Buiksloterham, maar in buurt 60 (Volewijck).

## Zelfbouwwoningen
Op 16 december 2014 is de eerste paal geslagen van een groep van 2000 zelfbouwwoningen op het voormalige bedrijventerrein in de Buiksloterham.

## Buiksloterham Circulair
Sinds maart 2015 is er een manifest getekend om volledig circulair te worden

## Shell
De Bataafsche Petroleum Maatschappij bouwde in 1913 een klein laboratorium op het zuidelijk deel van de Buiksloterham. Deze maatschappij, die later de basis vormde voor Royal Dutch Shell, breidde steeds verder uit: in 1938 werden het ENTOS-terrein gekocht, samen met een deel van de Tolhuistuin, het IJ-paviljoen en de jachthaven. Nadat het Buiksloterkanaal was gegraven, ontstond het kenmerkende Shelleiland met de opvallende Toren Overhoeks uit de jaren zestig. In de laatste jaren wordt een deel van deze vroegere bedrijfsterreinen van Shell ontwikkeld tot de nieuwbouwwijk Overhoeks. Shell blijft gevestigd in het gebied, maar heeft de bedrijfsactiviteiten veel compacter opgezet.

## Fokker
In 1919 vond in de Buiksloterham de ELTA (Eerste Luchtverkeer Tentoonstelling Amsterdam) plaats. Dit vormde het startpunt van de industriële activiteiten, toen Anthony Fokker hier in 1919 zijn eerste Fokker-vliegtuigfabriek vestigde. Na de bombardementen in de Tweede Wereldoorlog werd de productie verspreid over kleine werkplaatsen in omliggende gemeenten. Na de oorlog werden de bedrijfsactiviteiten in Amsterdam-Noord mondjesmaat hervat, maar in 1951 verhuisde alles naar Schiphol-Oost. De bedrijfsterreinen van Fokker werden overgenomen door Shell.

## Woonschool
In de jaren twintig en dertig lag ook woonschool Asterdorp in deze omgeving, een buurtje voor 'asocialen', ver weg van de bewoonde wereld. In het nog bestaande poortgebouw had beeldend kunstenaar André Volten tot zijn dood in 2002 zijn atelier.

## NDSM

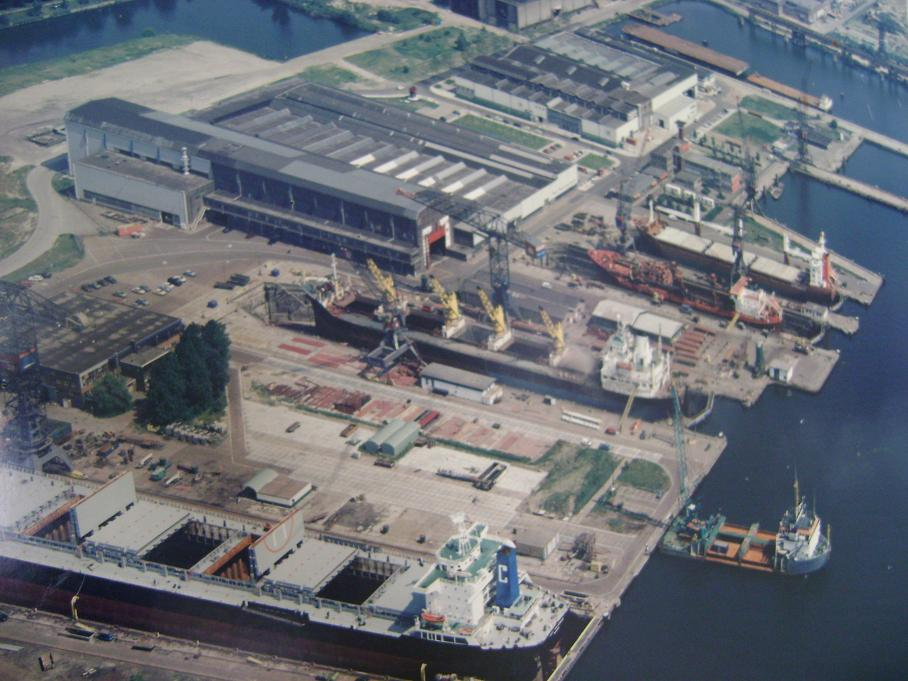
De voormalige NDSM-werf in vol bedrijf.

Hoewel de terreinen van de Nederlandsche Dok en Scheepsbouw Maatschappij zijn gelegen in de Noorder IJpolder, worden deze bedrijventerreinen langs de oevers van het IJ tegenwoordig gerekend tot de buurt Buiksloterham. In de jaren tachtig van de 20e eeuw ging een groot deel van de scheepswerfbedrijvigheid ter ziele. Sindsdien ontstaat er steeds meer creatieve bedrijvigheid. Ook het hoofdkantoor van de HEMA is verplaatst van Amsterdam-Zuidoost naar een voormalig terrein van de NDSM in de buurt Buiksloterham.
Een nieuw bestemmingsplan heeft ervoor gezorgd dat nu woningbouw mogelijk is tussen de bedrijven in de Buiksloterham. Behalve woningbouw stimuleren, wil het stadsdeel ruimte bieden voor vestiging van nieuwe creatieve, nautische en aan media gerelateerde bedrijven en uitbreiding van bestaande bedrijven. De menging van wonen en werken op een voormalig bedrijventerrein voor grootschalige industriële bedrijvigheid moet het gebied een eigen karakter geven.